# Грелин
Грелин — пептидный гормон, обладающий свойствами гонадолиберина и другими метаболическими и эндокринными функциями, синтезируемый клетками в желудочно-кишечном тракте.
Прогормон грелина продуцируется в основном P/D1-клетками слизистой оболочки фундального отдела желудка.
Уровень грелина перед приёмами пищи увеличивается, а после приёмов пищи уменьшается. Считается, что он взаимно дополняет гормон лептин, производимый в жировой ткани, который вызывает насыщение, когда присутствует в более высоких концентрациях. При некоторых бариатрических процедурах уровень грелина у больных уменьшается, вызывая насыщение прежде, чем это обычно происходило бы у здоровых людей.

## История и название
Грелин был открыт в конце XX века. Уровень грелина определялся с помощью радиоиммунного анализа. Об открытии грелина сообщили Масаясу Коидзима и его коллеги в 1999. Название основано на его роли, поскольку в названии гормона роста присутствует индоевропейский корень ghre, который означает растущий. Название может также быть рассмотрено как случайная игра слов, поскольку начальные буквы гормона роста дают нам корень «ghre» с суффиксом «lin», обычным суффиксом для пептидных гормонов.

## Ген грелина, продукты транскрипции
С гена GHRL считывается мРНК, в которой присутствует четыре экзона. В конечном счете образуется пять продуктов: первый — препрогрелин, состоящий из 117 аминокислот. При его расщеплении образуется прогрелин, а из прогрелина образуется грелин, состоящий из 28 аминокислот (или неацилированный, или ацилированный — с ацильный остатком, присоединенном вместо атома водорода). Считается, что обестатин образуется из ацилированного грелина.
Грелин становится активным после прикрепления октановой кислоты к аминокислоте серин с помощью фермента грелин О-ацилтрансферазы. Этот фермент находится на мембране клеток, производящих грелин в желудке и поджелудочной железе. Неацилированный грелин не активирует грелиновый рецептор, но оказывает другие воздействия: на сердечную активность, повышение аппетита, снижение выброса глюкозы из печени.

## Формы
Грелин существует в гормонально неактивной (чистый пептид) и активной (октаноил-грелин) форме (см. Гексатропин). Наблюдались также и другие присоединенные к грелину боковые группы.

## Клетки, синтезирующие грелин
Клетки, продуцирующие этот гормон, находятся в легких, почках, поджелудочной железе, двенадцатиперстной кишке, тонкой кишке, гонадах и плаценте. Недавно было показано, что грелин вырабатывается в некоторых участках мозга. Так, грелин производится в дугообразном ядре гипоталамуса, что стимулирует секрецию гормона роста передней долей гипофиза.

## Механизм действия
Грелин активизирует клетки в дугообразном ядре, которые возбуждают аппетит, секретируя нейропептид Y (NPY-нейроны). Грелин также активизирует мезолимбическую холинергически-допаминергическую систему, связанную с потреблением питательных веществ.
Грелин связан с повышением аппетита: перед приемом пищи его концентрация наиболее высокая, а после приема она наиболее низкая. Инъекции грелина как человеку, так и крысе увеличивали приём пищи в зависимости от дозы: чем больше грелина вводилось, тем больше потреблялось пищи. Однако грелин не влияет на увеличение разового объёма потребляемой пищи, а увеличивает частоту приемов пищи. Введение грелина также стимулирует у животных стремление реализовать пищевую потребность, в том числе они начинают активно нюхать, находить и запасать еду.
Когда человек теряет вес, концентрация грелина повышается, что приводит к увеличению потребления пищи и увеличению веса. С другой стороны, когда человек набирает вес, концентрация грелина падает, что ведёт к уменьшению потребления пищи и уменьшению веса. Следовательно можно предположить, что грелин является регулятором массы тела, постоянно поддерживая массу и уровень запасенных веществ в норме.

## Рецептор грелина
Рецептор грелина — связанный с G-белком рецептор (GPCR), прежде известный как рецептор GHS (рецептор стимулятора секреции гормона роста). Рецепторы грелина экспрессируются нейронами в дугообразном ядре и вентромедиальном гипоталамусе.
Через этот тип рецепторов опосредуются многие процессы, связанные с действием грелина (стимуляция выработки рилизинг-гормонов, повышение аппетита, изменение уровня глюкозного и липидного обменов, регуляция секреции и сокращений стенок желудочно-кишечного тракта).

## Роль грелина
Грелин был открыт как первый циркулирующий гормон голода. Гормон голода и синтетический миметический грелин (стимулятор секреции гормона роста) влияет на увеличение количества принимаемой пищи и массу жира, действуя на уровне гипоталамуса. Грелин является участником сложного процесса регуляции энергетического гомеостаза, влияя и на затраты энергии путём корректировки сигналов голода, и на расход энергии (синтез АТФ, накопление жира, накопление гликогена, теплообмен).
Грелин играет значительную роль в работе нервной системы, особенно в работе гиппокампа, и важен для познавательной активности при изменяющихся условиях среды, в частности, в процессах поиска пищи.
Недавно было доказано, что грелин способствует активизации эндотелиальной изоформы синтазы оксида азота в сигнальном каскаде, который зависит от различных киназ, включая АКТ.
Грелин действует на свой рецептор в поджелудочной железе, тормозя секрецию инсулина, которая стимулируется глюкозой.

### Развитие лёгкого
У зародышей грелин производится лёгкими и стимулирует их рост.

### Восприятие информации ипамять
На модельных животных показано, что грелин может поступать в гиппокамп из кровотока, модулируя взаимодействия нейронов, и таким образом, усиливая восприятие информации и память. Предполагается, что обучение более эффективно в те периоды, когда желудок пуст, так как в это время уровни грелина наиболее высоки. Команда исследователей Йельской Школы Медицины отметила, что подобный эффект для человека также весьма вероятен. У грызунов клетки X/A также производят грелин.

### Депрессия, вызванная мозговым напряжением
Исследование, опубликованное в журнале «Nature Neuroscience» (15 июня 2008 онлайн), предполагает, что гормон мог бы помочь защитить от симптомов депрессии и беспокойства, вызванных нервным напряжением. Чтобы проверить, смог ли бы грелин отрегулировать депрессивные симптомы, вызванные хроническим переутомлением, исследователи подвергли мышей ежедневным стрессам, используя стандартную лабораторную методику — переселение нормальных мышей к очень агрессивным мышам-«хулиганам». Исследователи подвергли стрессу и мышей дикого типа, и измененных мышей, которые были неспособны реагировать на грелин. Они обнаружили, что после преодоления напряжения у обоих типов мышей значительно увеличился уровень грелина, который сохранился даже спустя четыре недели после их последнего столкновения. Однако измененные мыши ели меньше, чем мыши дикого типа.

### Продолжительность сна
Малая продолжительность сна приводит к повышеной концентрации грелина в плазме крови и ожирению. Чем дольше длится сон, тем ниже становится концентрация грелина в плазме крови и меньше вероятность возникновения ожирения.

## Болезни
Уровень грелина в плазме крови у страдающих ожирением людей ниже, чем у более худых людей, кроме случаев синдрома Прадера-Вилли (наследственное сочетание умственной отсталости, низкого роста, ожирения, гипотонии мышц). У людей, страдающих от анорексии — расстройства пищевого поведения, — высокий уровень грелина в плазме крови по сравнению с очень худыми людьми и людьми с нормальной комплекцией. Это доказывает, что грелин играет важную роль и в анорексии, и в ожирении.
Уилдиз и его коллеги обнаружили, что уровень грелина колеблется в течение суток и увеличивается ночью у здоровых людей худой комплекции; ночное повышение концентрации грелина не выражено у людей, страдающих ожирением. Профессор Каппуччо из Уорикского университета недавно обнаружил, что малая продолжительность сна может также привести к ожирению, увеличивая аппетит через гормональные изменения. Из-за нехватки сна вырабатывается грелин, который стимулирует аппетит, и выделяется меньше лептина, который подавляет аппетит.
Уровни грелина довольно высоки и у больных, страдающих кахексией, вызванной раком.
Синдром Прадера-Вилли также характеризуется быстрым увеличением уровня грелина; здесь уровень грелина связан с большим количеством поглощаемой пищи.
В ходе одного исследования было установлено, что шунтирование не только уменьшает способность кишки переваривать пищу, но также резко понижает уровень грелина и у худых людей, и у тех, кто похудел с помощью диеты.
Через свой рецептор грелин увеличивает концентрацию дофамина в чёрной субстанции — особой области мозга, где дегенерация дофаминергических нейронов приводит к болезни Паркинсона. Используя Henece ghrelin, можно замедлить начало болезни Паркинсона.

## Отношение кобестатину
Обестатин — предполагаемый гормон, который, как было показано в конце 2005, уменьшает аппетит. И обестатин, и грелин кодируются одним и тем же геном; продукт гена разделяется так, что получается два пептидных гормона. 

## Вакцина от ожирения
В нескольких научных центрах ведутся разработки вакцины против ожирения, которая содержит эпитопы грелина (в одной из работ их вводили в составе вирусных частиц). После введения вакцины организм вырабатывает собственные антитела против грелина. Это препятствует проникновению грелина в центральную нервную систему. Испытание вакцин на крысах дало обнадеживающие результаты: при том же уровне потребления пищи наблюдалось снижение массы тела и массы жировой ткани.

## Старение
Концентрация грелина в плазме крови повышается с возрастом, и это может способствовать увеличению веса у людей по мере старения.